# Marea Chinei de Est
Marea Chinei de Est este o mare epicontinentală periferică situată în Oceanul Pacific, de-a lungul coastei de est a Chinei.

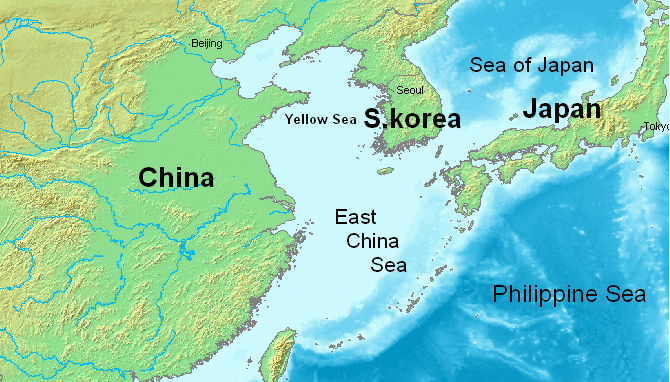
Marea Chinei de Est